# West Point (Nueva York)
West Point es un lugar designado por el censo ubicado en el condado de Orange en el estado estadounidense de Nueva York. En el año 2000 tenía una población de 7,138 habitantes y una densidad poblacional de 113 personas por km². West Point se encuentra ubicada dentro del pueblo de Highland Falls. En esta localidad se encuentra también la Academia Militar de los Estados Unidos.

## Geografía
West Point se encuentra ubicada en las coordenadas 41°22′15″N 74°2′34″O / 41.37083, -74.04278. Según la Oficina del Censo, la ciudad tiene un área total de 64,9 km² (25,1 mi²), de la cual 63 km² (24,3 mi²) es tierra y 1,9 km² (0,7 mi²) (0%) es agua.

## Demografía
Según la Oficina del Censo en 2000 los ingresos medios por hogar en la localidad eran de $56,516, y los ingresos medios por familia eran $56,364. Alrededor del 2.0% de la población estaban por debajo del umbral de pobreza.